# Mein Vaterland (Filmlied)
Mein Vaterland (chinesisch 我的祖國 / 我的祖国, Pinyin Wǒde Zǔguó) ist ein für den chinesischen Film Shangganling (englisch Battle on Shangganling Mountain) geschriebenes patriotisches Lied aus dem Jahr 1956.
Der Text stammt von Qiao Yu, die Musik wurde von Liu Chi komponiert. Die im Film verwendete Aufnahme stammt von dem Opernsopran Guo Lanying.
Das Lied ist in Festlandchina sehr populär und gehört zu den hundert patriotischen Liedern. 2007 wurde Chinas erster Mondsatellit Chang’e-1 mit einer Aufnahme dieses Lieds ausgestattet. 2011 spielte der Pianist Lang Lang das Lied anlässlich eines Staatsbanketts im Weißen Haus vor Hu Jintao und Barack Obama, was in den Medien als Fauxpas dargestellt wurde.

## Text und Musik
Das Lied ist in drei vom Solisten gesungene Strophen unterteilt, denen der vom Chor gesungene Refrain folgt. Die Musik des Solo-Teils hat einen der nordchinesischen Volksmusik ähnelnden Charakter. 
Obwohl das Lied für einen Film über den Koreakrieg geschrieben wurde, wird der Krieg darin nicht explizit erwähnt.